# Anatomický park
Anatomický park (v anglickém originále Anatomy Park) je třetí díl první řady amerického sci-fi seriálu Rick a Morty. Epizoda, kterou napsali Eric Acosta a Wade Randolph a režíroval John Rice, byla odvysílána na stanici Adult Swim 16. prosince 2013 a je parodií na film Fantastická cesta z roku 1966. Díl vidělo 1,30 milionu amerických diváků.
Epizoda vyšla spolu s dalšími deseti díly první řady na DVD a Blu-ray 7. října 2014.

## Děj
O Vánocích Rick zmenší Mortyho a pošle ho do těla bezdomovce Reubena, kdysi lékaře, aby mu zachránil život. Uvnitř Reubenova těla se nachází Anatomický park (parodie na Jurský park i Disneyland), v němž se nacházejí různé smrtelné nemoci, které unikly ze svých ohrad. Morty se setkává s pracovníky parku, Ponchem, Alexandrem, Annie a jejich vedoucím doktorem Xenonem Bloomem. Po útěku před kapavkou do plic zjistí, že Reuben trpí tuberkulózou, ale umírá těsně předtím, než ho Rick stihne vyléčit. Společně prchají před řádícími nemocemi a nebezpečím, což má za následek Alexandrovu smrt, zatímco Annie se nakonec zamiluje do Mortyho. Zjistí, že Poncho je zradil, když dal Reubenovi tuberkulózu, a je zabit dýmějovým morem. Morty jim řekne, aby se dostali k Reubenově pravé bradavce, a doktor Bloom je pohlcen bakterií E. coli, která řídí vlak, aby Morty a Annie mohli utéct. Rick nakonec Mortyho a Annie zachrání tím, že zvětší Reubenovo tělo na velikost sousedních Spojených států a pak ho odpálí. Annie, Rick a Morty se vrátí na Zemi a Rick zmenší Annie pro budoucí experiment.
Mezitím v rodinném domě navštíví Jerryho rodiče spolu s mužem jménem Jacob a rodina se na Jerryho žádost snaží sblížit bez elektronických zařízení. Při obědě Jerry s hrůzou zjistí, že jeho rodiče provozují s Jacobem polyamorii, a brzy začne svého přání o sbližování bez elektroniky litovat. Objeví se Summerin přítel Ethan, rozzuřený její digitální nepřítomností, a krátce se pohádají, než se s Jacobovou pomocí usmíří. Náhle z nebe prší krev z Reubenových ostatků a zahalí venkovní prostor. Rick a Morty se vrátí do obývacího pokoje a Rick rodině vynadá, že se o Vánocích ponořila do elektroniky.
Ve scéně po titulcích Rick kontaktuje Annie a její nové spolupracovníky v těle svého nového pacienta v naději, že znovu vytvoří Anatomický park. Zklamaně zavěsí poté, co jeden z členů urazí koncept jeho jízdy, a pacient je odhalen jako přítel Summer, Ethan, který se následně zeptá, zda mu ještě zaplatí.

## Přijetí
The A.V. Club pochválil béčkový příběh epizody, v němž Jerryho rodiče Leonard a Joyce přijedou do města a odhalí, že k Jerryho zděšení žijí v trojici s mladým Jacobem. Nicméně recenze kritizovala postavu Annie: „Mortyho krátký románek s Annie je podivný kousek, který není dost vtipný na to, aby ospravedlnil čas, který se mu věnuje; je sotva postavou až do samého konce (kdy se stane zajímavou jen na tak dlouho, aby ji Rick zase zmenšil) a její posun od „neurčitého pohrdání“ k „intenzivní sexuální touze“ je prostě trochu zvláštní.“